# Ewangeliarz lwowski
Ewangeliarz lwowski, Ewangeliarz ze Skewry – pochodzący z XII wieku manuskrypt, zawierający przekład czterech Ewangelii na język ormiański.

## Historia
Ewangeliarz powstał w Skewrze na terenie ormiańskiego księstwa Cylicji. Zapisana na kolofonie data wskazuje na 647 rok ery ormiańskiej, tj. 1198 lub 1199 rok n.e. Pisany ormiańską uncjałą kodeks składa się z 426 kart formatu 30×32, w większości wykonanych z wysokiej jakości pergaminu. Bogato zdobiony, stanowi cenny zabytek cylicyjskiej sztuki iluminatorskiej. Tekst Ewangelii poprzedzony jest listem Euzebiusza do Karpiana oraz tablicami kanonów ewangelicznych.
Dzieje Ewangeliarza są trudne do odtworzenia. W XV wieku trafił on na terytorium Polski, zakupiony w 1422 roku od mnicha Symeona przez Ormianina Chutlubega (Chutlupeka). W 1592 roku manuskrypt otrzymał nową oprawę z fundacji Torosa Bernatenca, następnie trafił do skarbca katedry ormiańskiej we Lwowie, gdzie był przechowywany do II wojny światowej. W 1945 roku wywieziony potajemnie z terenów zajętych przez Armię Czerwoną do Krakowa, został ukryty w opactwie benedyktyńskim w Tyńcu. W latach 80. przekazany prymasowi Józefowi Glempowi, który zdeponował go w zbiorach Archiwum Archidiecezjalnego w Gnieźnie. Odkryty ponownie w 1993 roku przez prof. Güntera Prinzinga z Uniwersytetu Jana Gutenbega w Moguncji. Jego staraniem rękopis został zabrany do Moguncji, gdzie został poddany konserwacji i publicznie wystawiony, po czym powrócił do Polski. Opis ewangeliarza został opublikowany w 1997 roku w pracy pod redakcją Güntera Prinzinga i Andrei Schmidt Das Lemberger Evangeliar (Wiesbaden 1997).
W 2006 roku manuskrypt został przekazany w depozyt Bibliotece Narodowej w Warszawie. Z inicjatywy prymasa Glempa wykonano również pięć egzemplarzy faksymile Ewangeliarza, które otrzymali m.in. papież Benedykt XVI i katolikos Karekin II Nersisjan. Od 2024 roku manuskrypt prezentowany jest na wystawie stałej w Pałacu Rzeczypospolitej.